# گالری لافایف
گالری لافایف (انگلیسی: Galeries Lafayette) شرکت خرده‌فروشی پوشاک فرانسوی است، که در سال ۱۹۱۲ تأسیس شد.